# Ježovec
Ježovec falu Horvátországban Varasd megyében. Közigazgatásilag Bednjához tartozik.

## Fekvése
Varasdtól 36 km-re, községközpontjától 7 km-re nyugatra a Zagorje hegyei között fekszik.

## Története
A falunak 1857-ben 455, 1910-ben 851 lakosa volt. A trianoni békeszerződésig Varasd vármegye Ivaneci járáshoz tartozott. 2001-ben a falunak 103 háztartása és 341 lakosa volt.

## Külső hivatkozások
Bednja község hivatalos oldala